# 1987-es jégkorong-világbajnokság
Az 1987-es jégkorong-világbajnokság az 52. világbajnokság volt, amelyet a Nemzetközi Jégkorongszövetség szervezett. A vb-ken a csapatok négy szinten vettek részt. Ebben az évben rendeztek először D csoportos vb-t. A világbajnokságok végeredményei alapján alakult ki az 1989-es jégkorong-világbajnokság csoportjainak mezőnye. A világbajnokság egyben selejtező is volt az 1988. évi téli olimpiai játékokra. 1988-ban a téli olimpia miatt nem rendeztek világbajnokságot.

## A csoport
1–8. helyezettek
- Svédország – Világbajnok
- Szovjetunió
- Csehszlovákia
- Kanada
- Finnország
- NSZK
- Egyesült Államok
- Svájc – Kiesett a B csoportba

Mindegyik csapat részt vehetett az 1988-as téli olimpiai jégkorongtornán.

## B csoport
9–16. helyezettek
- Lengyelország – Feljutott az A csoportba
- Norvégia
- Ausztria
- Franciaország
- NDK
- Olaszország
- Hollandia – Kiesett a C csoportba
- Kína – Kiesett a C csoportba

Az első három helyezett részt vehetett az 1988-as téli olimpiai jégkorongtornán. A negyedik helyezett olimpiai selejtezőt játszott a C csoport első helyezettjével.

## C csoport
17–24. helyezettek
- Japán – Feljutott a B csoportba
- Dánia – Feljutott a B csoportba
- Románia
- Jugoszlávia
- Magyarország
- Észak-Korea
- Bulgária
- Belgium – Kiesett a D csoportba

Az első helyezett olimpiai selejtezőt játszott a B csoport negyedik helyezettjével.

## D csoport
25–29. helyezettek
- Ausztrália – Feljutott a C csoportba
- Dél-Korea – Feljutott a C csoportba
- Új-Zéland
- Hongkong